# Les Gros Bras
Les Gros Bras est un film français réalisé par Francis Rigaud, sorti en 1964.

## Synopsis
Le bracelet de diamants de madame Andromèze a été volé dans l'avion qui ramène Nicole de Rome à Paris. Glissé par le voleur dans son sac, le bracelet va subir bien des vicissitudes… Retrouvé, expertisé, il est déclaré faux ! Le frère et le fiancé de Nicole courent après le vrai bracelet et perturbent la vie d'un grand palace. Finalement, madame Andromèze retrouve son bracelet déclaré authentique. Le voleur du début refait surface et dérobe de nouveau le bijou.

## Fiche technique
- Titre : Les Gros Bras
- Réalisation : Francis Rigaud
- Scénario : Claude Viriot, Jacques Vilfrid
- Adaptation et dialogues : Jacques Vilfrid
- Assistant réalisateur : Jacques Corbel
- Images : Didier Tarot
- Opérateur : René Guissart
- Son : René Sarazin
- Décors : Olivier Girard, assisté de Jacques Mawart
- Montage : Gabriel Rongier
- Musique : Michel Magne (éditions Hortensia)
- Script-girl : Marie-José Guissart
- Production : Les Activités Cinématographiques, Cinéphonic, Les Productions Jacques Roitfeld
- Directeur de production : Jean Mottet
- Distribution : Les Films Fernand Rivers
- Les bijoux sont de Pierre Sterlé
- Enregistrement sonore Westrex-Electric à Billancourt
- Tirage dans les Laboratoires Éclair à Épinay-sur-Seine
- Genre : Comédie
- Pellicule 35 mm, noir et blanc
- Durée : 85 minutes
- Dates de sortie :
  - France : 19 juin 1964

## Distribution
- Roger Pierre : Philippe Bareil, le fiancé de Nicole et photographe de l'agence
- Jean-Marc Thibault : Jean Rodin, le frère de Nicole, réalisateur de roman-photo
- Patricia Viterbo : Nicole Rodin, la fiancée de Philippe et sœur de Jean
- Claudine Coster : Barbara Jones, la danseuse
- Yvonne Clech : Graziella Andromèze
- Francis Blanche : Mr Pédro Andromèze
- Darry Cowl : Ludovic Gabasse, le patron de l'agence de roman-photo
- Daniel Ceccaldi : Giovanelli, le voleur de bijoux
- Jean Galland : Le directeur de l'hôtel
- Jacques Castelot : Otto Werner
- Jacques Legras : L'expert en bijouterie
- Jean-Loup Philippe : Éric, le frère de Barbara
- Charles Bouillaud : Le concierge de l'hôtel « Prince de Galles »
- Philippe Brizard : Le douanier
- Henri Djanik : Kramil, un joueur de poker
- Fernand Guiot : Le commissaire
- Robert Verbeke : Un policier
- Jean Droze : Le barman
- Max Montavon : Le coiffeur
- Joe Davray : Le chef pâtissier
- Charles Bayard : Un joueur
- Maurice Travail : Un douanier à Orly
- Rivers-Cadet